# Carl Steenstrup
Carl Steenstrup, född 1934 i Vasa, Finland, död 2014, var en dansk japanolog.
Steenstrup är känd för att ha översatt ett antal verk ur den japanska litteraturen, flertalet om bushidōns historiska utveckling, japansk feodal lag och berömda samurajledares, som Hōjō Shigetoki och Imagawa Ryoshun kakun (huskoder). Hans doktorsavhandling från Harvard University bär titeln Hôjô Shigetoki (1198–1261) and his Role in the History of Political and Ethical Ideas in Japan.
Steenstrup var tjänsteman i danska statsförvaltningen från 1952 till 1985 och professor i Japans historia vid Münchens universitet 1985 till 2000. Under 1971 och 1972 undervisade han i nordiska språk på Tōkaiuniversitetet i Tokyo. Fram till sin pensionering höll han föreläsningar vid Humboldt-Universität zu Berlin och Statens Akademi för lag och ekonomi i Irkutsk.